# Légendes vivantes
Série
Wake Up, Ron Burgundy: The Lost Movie
(2004)
Pour plus de détails, voir Fiche technique et Distribution.
Légendes vivantes, ou Présentateur vedette 2 : La légende se poursuit au Québec (Anchorman 2: The Legend Continues), est un film américain réalisé par Adam McKay et sorti en 2013.
Écrit par Adam McKay et Will Ferrell et produit par Judd Apatow, il s'agit de la suite de Présentateur vedette : La Légende de Ron Burgundy, sorti en 2004.

## Synopsis
En 1979, à New York, les présentateurs Ron Burgundy et Veronica Corningstone, désormais mariés et parents d'un garçon prénommé Walter, travaillent toujours en duo. Lorsque leur patron annonce à la fois que Ron est licencié et que Veronica va devenir la première présentatrice en solo de l'histoire de la télévision, Ron demande à Veronica de choisir entre lui et cette opportunité professionnelle. Veronica accepte le poste et Ron sombre dans la déchéance.
Quelque temps après, Ron se voit offrir un poste sur la première chaîne de télévision d'information en continu, GNN. Il réunit son ancienne équipe.

## Fiche technique
Sauf indication contraire, les informations mentionnées dans cette section peuvent être confirmées par les bases de données cinématographiques  présentes dans la section « Liens externes ».
- Titre original : Anchorman 2: The Legend Continues
- Titre français : Légendes vivantes
- Titre québécois : Présentateur vedette 2 : La légende se poursuit
- Réalisation : Adam McKay
- Scénario : Adam McKay et Will Ferrell
- Musique : Andrew Feltenstein et John Nau
- Direction artistique : Elliot Glick
- Décors : Clayton Hartley
- Costumes : Susan Matheson (en)
- Directeur de la photographie : Oliver Wood
- Montage : Mellissa Bretherton et Brent White
- Production : Judd Apatow, Will Ferrell et Adam McKay
- Sociétés de production : Apatow Productions, Gary Sanchez Productions et Paramount Pictures
- Sociétés de distribution : Paramount Pictures (États-Unis) ; Universal Pictures International (Pays-Bas)
- Budget : 50 000 000 $[3]
- Format : couleur — son SDDS, Datasat et Dolby Digital
- Pays de production :  États-Unis
- Langue originale : anglais
- Genre : comédie
- Durée : 119 minutes • 123 minutes (version longue) • 143 minutes (super-size version en anglais seulement)
- Dates de sortie :
  - Australie : 24 novembre 2013 (première mondiale à Sydney) ; 19 décembre 2013 (sortie nationale)
  - États-Unis, Canada, Royaume-Uni, Irlande : 20 décembre 2013
  - France : 11 juin 2014[4] (directement en DVD) ; 12 juin 2014 (Champs-Élysées Film Festival)

## Distribution
Sauf indication contraire, les informations mentionnées dans cette section peuvent être confirmées par les bases de données cinématographiques  présentes dans la section « Liens externes ».
- Will Ferrell (VF : Philippe Vincent) (dialogues) et (VF : Olivier Constantin) (chant) : Ron Burgundy
- Steve Carell (VF : Maurice Decoster) : Brick Tamland
- Paul Rudd (VF : Cédric Dumond) : Brian Fantana
- David Koechner (VF : Gérard Darier) : Champ Kind
- Christina Applegate (VF : Caroline Maillard) : Veronica Corningstone-Burgundy
- Meagan Good (VF : Géraldine Asselin) : Linda Jackson
- James Marsden (VF : Axel Kiener) : Jack Lime
- Kristen Wiig (VF : Marie Diot) : Chani Lastnamé
- Fred Willard (VF : Hervé Jolly) : Edward « Ed » Harken
- Dylan Baker (VF : Jean-François Vlérick) : Freddie Shapp
- Greg Kinnear (VF : Bruno Choël) : Gary
- Josh Lawson (VF : Xavier Fagnon) : Kench Allenby
- Chris Parnell (VF : Jérôme Rebbot) : Garth Holliday
- Judah Nelson (VF : Matt Mouredon) : Walter Burgundy
- Wilbur Fitzgerald (VF : Michel Voletti) : Dr Milton Brangley
- David Silverman (VF : Sébastien Finck) : le directeur de plateau de WBC
- Brian F. Durkin (VF : Sébastien Finck) : Trevor, le manager du Sea World
- Dave Pileggi (VF : Tony Marot) : l'assistant de Linda
- June Diane Raphael (VF : Sybille Tureau) : la chef de Chani
- Matthew Cornwell (VF : Gilles Morvan) : le directeur de GNN
- Dane Davenport (VF : Éric Marchal) : l'ingénieur du son de GNN
- L. Warren Young (VF : Greg Germain) : le père de Linda
- Darlene French (VF : Laure Sabardin) : la mère de Linda
- E. Roger Mitchell (VF : Günther Germain) : l'un des frères de Linda
- James Smith (VF : Jean-Luc Atlan) : le producteur de WBC
- Bill Kurtis (VF : Patrick Floersheim) : le narrateur
- Michael Menapace : Yasser Arafat

Caméos
- Harrison Ford (VF : Richard Darbois) : Mack Tannen
- Will Smith (VF : Greg Germain) : Jeff Bolington, le présentateur des actualités d'ESPN
- Jim Carrey (VF : Emmanuel Curtil) et Marion Cotillard (VF : elle-même) : Scott Riders et la journaliste du Québec info, les présentateurs des actualités de CBC News
- Sacha Baron Cohen (VF : Constantin Pappas) : le journaliste de BBC News
- Vince Vaughn (VF : Patrick Osmond) : Wes Mantooth
- Tina Fey (VF : Patricia Piazza) et Amy Poehler (VF : Léa Gabrièle) : Gin Johnson et Mandy Van Pill, responsable du Entertainment Tonight News
- Liam Neeson (VF : Patrick Floersheim) : le reporter d'History Channel
- John C. Reilly : le fantôme du général Chabot La Tour  (en VF / le fantôme de Stonewall Jackson en VO)
- Kanye West (VF : Jean-Baptiste Anoumon) : Wesley Jackson, le correspondant de MTV News
- Kirsten Dunst (VF : Marie-Eugénie Maréchal) : El Justas (en VF / El Trousias Maiden of the Clouds en VO)
- Drake (VF : Günther Germain) : un fan de Ron Burgundy

 Source et légende : version française (VF) sur RS Doublage et selon le carton du doublage français sur le DVD zone 2.

## Production
Légendes vivantes est le premier film de la série Anchorman à être distribué par Paramount Pictures, qui a acquis le catalogue de DreamWorks en 2006 (et lui-même propriétaire du studio jusqu'en 2008), y compris le premier volet et les autres films de DreamWorks tournés avant la fusion avec la Paramount. Le 28 mars 2012, Paramount a donné son accord à Adam McKay pour la suite de Présentateur vedette : La Légende de Ron Burgundy. Plus tard, ce jour-là, Will Ferrell a annoncé officiellement la suite habillé en Ron Burgundy dans le talk-show Conan. Une bande-annonce teaser est filmé une semaine après l'annonce de Ferrell. La bande-annonce, mettant en vedette Ferrell, mais aussi Steve Carell, Paul Rudd et David Koechner, fut diffusé avant le film The Dictator. Une bande-annonce fut mise en ligne sur Internet le 21 mai 2012 sur le site Funny or Die. Lors d'un évènement en mai 2012, Will Ferrell a confirmé que l'écriture de scénario avait commencé et que le tournage commencerait autour de février 2013, confirmant que le film sera peut-être sorti quelque part entre l'automne et Noël 2013.

## Accueil

### Box-office
Légendes vivantes rencontre un succès commercial, rapportant 173 649 015 $ de recettes mondiales, dont 125 168 368 $ de recettes sur le territoire américain lors de sa sortie initiale et 2 184 339 $ lors de sa sortie dans une version dite Extended Cut, portant le total à 127 352 707 $.

### Accueil critique
Dans les pays anglophones, Légendes vivantes bénéficie d'un accueil favorable de la part des critiques professionnelles, obtenant 75% sur le site Rotten Tomatoes, basé sur 182 commentaires collectés et une note moyenne de 6,4⁄10, et une moyenne de 61⁄100 sur le site Metacritic, basé sur 40 commentaires collectés.